# David Beck
David Beck, nizozemski slikar, * 1621, Arnheim, Guelderland, † 1656.